# Calcio Catania
Catania SSD este un club de fotbal din Catania, Italia, care evoluează în Lega Pro. Echipa a fost înființată în 1908 în orașul Catania, Sicilia. Și-a petrecut cea mai mare parte a timpului în Serie B. În prima divizie italiană, cea mai bună clasare a fost un loc opt, atins în două rânduri în anii 1960.

## Lot de jucători 2016-2017
La 2 februarie 2017.
| Nr. |           | Poziție | Jucător           |
| --- | --------- | ------- | ----------------- |
| 1   | Spania    | P       | Miguel Martínez   |
| 3   | Italia    | F       | Dario Bergamelli  |
| 4   | Italia    | M       | Rosario Bucolo    |
| 5   | Argentina | M       | Federico Scoppa   |
| 6   | Brazilia  | F       | Dráusio           |
| 9   | Italia    | A       | Demiro Pozzebon   |
| 10  | Italia    | M       | Andrea Russotto   |
| 11  | Slovenia  | A       | Maks Barišič      |
| 12  | Italia    | P       | Matteo Pisseri    |
| 15  | Senegal   | F       | David Mbodj Mbaye |
| 16  | Italia    | F       | Giovanni Marchese |
| 20  | Serbia    | F       | Stefan Djordjević |

| Nr. |            | Poziție | Jucător                   |
| --- | ---------- | ------- | ------------------------- |
| 21  | Italia     | M       | Giuseppe Fornito          |
| 23  | Italia     | A       | Andrea Di Grazia          |
| 24  | Italia     | M       | Domenico Di Cecco         |
| 25  | Italia     | M       | Alfonso Sessa             |
| 26  | Italia     | F       | Andrea De Rossi           |
| 27  | Italia     | M       | Marco Biagianti (captain) |
| 28  | Italia     | F       | Tino Parisi               |
| 30  | Argentina  | M       | Gonzalo Piermarteri       |
| 32  | Italia     | M       | Andrea Mazzarani          |
| 34  | Italia     | F       | Ivano Baldanzeddu         |
| 35  | Portugalia | A       | Diogo Tavares             |